# María Carmona
María Carmona (* 31. Januar 1999) ist eine nicaraguanische Leichtathletin, die sich auf den Sprint spezialisiert hat. Aktuell ist sie Inhaberin der Landesrekorde über 100 und 200 Meter.

## Sportliche Laufbahn
Erste internationale Erfahrungen sammelte María Carmona im Jahr 2017, als sie bei den Zentralamerikameisterschaften in Tegucigalpa in 26,65 s den fünften Platz im 200-Meter-Lauf belegte. Anschließend belegte sie bei den Zentralamerikaspielen in Managua mit der nicaraguanischen 4-mal-100-Meter-Staffel in 48,16 s den vierten Platz und gewann mit der 4-mal-400-Meter-Staffel in 3:54,28 min die Silbermedaille hinter dem Team aus Costa Rica. Im Jahr darauf schied sie bei den U20-Weltmeisterschaften in Tampere mit 58,39 s in der ersten Runde im 400-Meter-Lauf aus und 2022 gewann sie bei den Zentralamerikameisterschaften in Managua in 12,69 s die Silbermedaille über 100 Meter und in 25,45 s auch über 200 Meter. Zudem gewann sie mit der Mixed-Staffel über 4-mal 400 Meter in 3:49,00 min die Silbermedaille und sicherte sich auch mit der Frauenstaffel in 3:59,75 min Silber. Zudem siegte sie in 49,52 s mit der 4-mal-100-Meter-Staffel. Im Jahr darauf siegte sie bei den Zentralamerikameisterschaften in San José in 11,93 s über im 100-Meter-Lauf und in 23,90 s auch über 200 Meter. Mit der 4-mal-100-Meter-Staffel gewann sie in 49,17 s die Silbermedaille und mit der 4-mal-400-Meter-Staffel in 4:27,84 min die Bronzemedaille. Anschließend schied sie bei den Zentralamerika- und Karibikspielen (CAC) in San Salvador mit 12,99 s im Vorlauf über 100 Meter aus. 2024 gewann sie bei den Zentralamerikameisterschaften ebendort in 12,27 s die Bronzemedaille über 100 Meter und in 24,72 s auch über 200 Meter. Zudem siegte sie in 4:00,14 min in der 4-mal-400-Meter-Staffel, gewann in der Mixed-Staffel in 3:32,64 min die Silbermedaille und sicherte sich mit der 4-mal-100-Meter-Staffel in 50,83 s die Bronzemedaille. Anschließend nahm sie über 100 Meter an den Olympischen Sommerspielen in Paris teil und schied dort mit 12,00 s im Vorlauf aus, nachdem sie in der Vorausscheidungsrunde mit 11,88 s einen neuen Landesrekord aufgestellt hatte. Zudem war sie Fahnenträgerin Nicaraguas während der Abschlussveranstaltung der Spiele.

## Persönliche Bestzeiten
- 100 Meter: 11,88 s (+1,1 m/s), 2. August 2024 in Paris (nicaraguanischer Rekord)
- 200 Meter: 24,26 s (+1,2 m/s), 23. Juni 2024 in San José (nicaraguanischer Rekord)
- 400 Meter: 56,64 s, 22. Juni 2024 in San José